# 鄭靈公

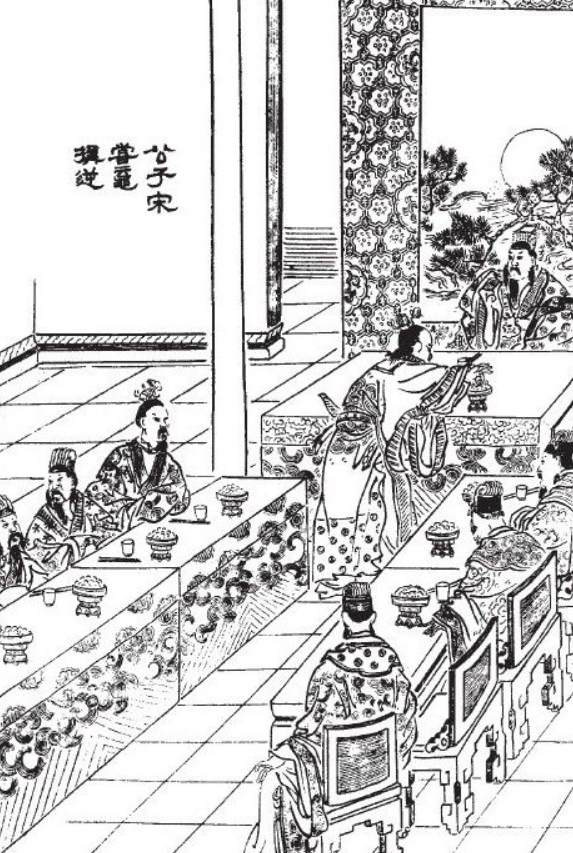
小说《东周列国志》插画：公子宋尝鼋构逆

鄭靈公（？—前605年），為鄭穆公與少妃姚子所生，姬姓，名夷，字子貉。為春秋諸侯國鄭國第十二任君主。鄭穆公十六年（公元前612年），以世子身分同燭之武朝晉。鄭穆公死後繼位，因为开玩笑惹恼了贵戚公子宋而被后者所弑，执政贵戚公子归生因为知情不报纵容弑君也被史官记载为弑君者，在位僅1年。最初谥号为幽公，后来公子归生死，郑人逐归生一族，改幽公谥号为灵公。